# Tom Morello
Thomas Baptist „Tom“ Morello (* 30. května 1964 New York) je americký kytarista, zpěvák a držitel ceny Grammy, který se proslavil v kapelách Rage Against the Machine (RATM) a Audioslave. Je znám také pod svým alter egem The Nightwatchman. Ze všech členů RATM je nejstarší. Od roku 2006 hrál ve skupině Street Sweeper Social Club, od roku 2016 působí ve skupině Prophets of Rage. Jeho poznávacím znamením je čapka na hlavě.
Objevil se v žebříku „The Top 20 New Guitarists“ časopisu Rolling Stone. V žebříku „100 Greatest Guitarists of All Time“ od stejného časopisu dosáhl 26. příčky.
Jeho matka irsko-italského původu, Mary Morello, je zakladatelkou Parents for Rock and Rap (skupina proti cenzuře). Jeho otec, Ngethe Njoroge, byl první keňský velvyslanec ve Spojeném království. Morellův prastrýc byl Jomo Kenyatta, první keňský prezident.
Na začátku 80. let 20. století založil skupinu Electric Sheep, kde hrál na baskytaru i budoucí kytarista skupiny Tool Adam Jones. Místo hraní coverů psali své vlastní písně s politickými texty.
Byl ovlivněn skupinami jako Kiss, Alice Cooper, Led Zeppelin a Black Sabbath. Vyvinul si svůj zvláštní styl hry na elektrickou kytaru. Později jeho texty i muzika byly ovlivněny punk rockovými skupinami jako The Clash, Sex Pistols a Devo.
Spolu se Serjem Tankianem založil organizaci Axis of Justice.
Objevil se ve dvou cameo rolích ve Star Treku – nejprve jako důstojník Son'a ve snímku Star Trek: Vzpoura (1998) a poté jako člen posádky Mitchell v epizodě „Dobrá pastýřka“ (2000) seriálu Star Trek: Vesmírná loď Voyager.
Účinkoval také ve videohře Guitar Hero III: Legends of Rock.